# Gabriel Cognacq
Pour les articles homonymes, voir Cognacq.
Gabriel Cognacq, né le 2 octobre 1880 dans le 14e arrondissement de Paris et mort le 7 juin 1951 à Seraincourt, est un homme d'affaires et mécène parisien.

## Biographie
Gabriel Cognacq est le fils de Fernand Pierre Cognacq et de Clémentine Antoinette Élisabeth Guittard, employés de commerce. Il est le petit-neveu d'Ernest Cognacq et possède un doctorat en droit.
Il épouse en 1911, Jeanne Voelckel en la chapelle chapelle Saint-Honoré-d'Eylau, dans 16e arrondissement de Paris ; la bénédiction est donnée par le chanoine Jay, curé d'Évian-les-Bains, oncle du marié.
Il devient en 1928 le gérant des grands magasins de La Samaritaine, fondés par son grand-oncle. Il prend également la direction de la Fondation Cognacq-Jay de 1928 à 1951.
Gabriel Cognacq est un bibliophile averti, et dispose également d'une très belle collection de tableaux anciens et modernes qu'il a en partie héritée de son grand-oncle.
En 1938, il devient membre libre de l'Académie des beaux-arts (fauteuil 7), et prend la présidence du musée Rodin.
Toutefois, la sympathie que Gabriel Cognacq afficha durant la Seconde Guerre mondiale pour la politique du gouvernement de Vichy, le rend indésirable à la Libération dans les milieux des musées.
Il en conçoit du ressentiment : à sa mort en 1951, son testament prévoit la vente aux enchères de ses collections au profit de la Fondation Cognacq-Jay, alors qu'il avait semble-t-il promis avant-guerre de la léguer au musée du Louvre,.

### Articles liés
- La Samaritaine
- Fondation Cognacq-Jay